# آلیو گاردن
آلیو گاردن (انگلیسی: Olive Garden) رستوران زنجیره‌ای آمریکایی-ایتالیایی است، که در سال ۱۹۸۲ توسط بیل داردن تأسیس شد. آلیو گاردن هم‌اکنون مالک شبکه‌ای از ۸۹۲ شعبه در کشورهای ایالات متحده آمریکا، برزیل، کانادا و السالوادور، امارات متحده عربی و کویت، مکزیک و پاناما می‌باشد. دفتر مرکزی این شرکت در اورلندو، فلوریدا قرار دارد.